# Эльвирский собор
Эльвирский собор — поместный собор христианской церкви, состоявшийся в Эльвире (современная Гранада) в начале IV века. Точная дата проведения собора неизвестна, считается что он не мог проходить в период гонений 305—306 годов и состоялся либо до них, либо после, но не позднее 316 года (год смерти одного из участников собора). Наиболее вероятной датой собора называют 15 мая 313 года.
Участниками собора были 19 епископов (преимущественно южноиспанских), 24 пресвитера, а также диаконы и миряне. Председательствовал на соборе Феликс, епископ Акциса (современный Кадис). Собор составил 81 правило в отношении церковного и нравственного благочестия. В большинстве случаев налагается отлучение или публичное покаяние (за разбой, лихоимство, ложное свидетельство, клятвопреступление). Смягчения допускаются только для тяжелобольных и для женщин. Из постановлений собора можно заключить, что состояние нравственности в Испании было весьма невысоко, и даже в высших слоях общества господствовало смешение христианства с язычеством. Особо строги постановления собора в отношении нравственной жизни клириков. Так нарушавших брак епископов, пресвитеров и диаконов собор навсегда отлучал от церковного общения и даже на смертном одре не давал прощения (18 канон). 
На Эльвирском соборе была впервые выдвинута мысль о духовном безбрачии для всего духовенства: «Епископы, пресвитеры, дьяконы и другие лица, занимающие служение, должны полностью воздерживаться от половых сношений со своими женами и от рождения детей. Если кто-либо не подчиняется, он должен быть отстранен от духовной должности» (33-й канон).
Среди правил особо выделяется запрет на церковную живопись:

Принято чтобы живописи в церквах не было, и чтобы не служило предметом почитания и обожания то, что изображается на стенах.
— 36-е правило Эльвирского собора
В настоящее время все большее число ученых склоняется к мысли о том, что исследуемый канон не является всеобъемлющим запретом церковных изображений. Исследователи данного направления, опираясь на текст канона, как правило, указывают только два типа изображений, на которые распространяется действие 36-го канона. Подтверждением данной точки зрения может служить непринятие решения этого собора членами ни одной из поместных Церквей; отсутствие ссылок на него со стороны иконоборцев; а также то, что после принятия этого решения изображения по-прежнему присутствовали в храмах.
Представляет интерес, что в правилах Эльвирского собора впервые официально был употреблён термин «анафема».